# Франческо II Гонзага
Вижте пояснителната страница за други личности с името Франческо Гонзага.
Франческо II Гонзага или Джанфранческо II Гонзага (на италиански: Francesco II Gonzaga, Gianfrancesco II Gonzaga; * 10 август 1466, Мантуа; † 29 март 1519, Мантуа) от род Гонзага е от 1484 г. 4-ти маркграф на Мантуа.

## Произход
Той е най-големият син и наследник на Федерико I Гонзага (* 1441, † 1484), маркграф на Мантуа, и на съпругата му Маргарета Баварска (* 1442, † 1479) от фамилията Вителсбахи. Негови дядо и баба по бащина линия са маркграф Лудовико III Гонзага и Барбара фон Бранденбург от рода Хоенцолерн, а по майчина – херцог Албрехт III от херцогство Бавария-Мюнхен и съпругата му Агнес от Брауншвайг-Грубенхаген-Айнбек. Има двама братя и три сестри:
- Клара (* 1464, † 1503), графиня на Монпансие като съпруга на Жилбер дьо Бурбон-Монпансие
- Сиджизмондо (* 1469, † 1523), кардинал от 1505, епископ на Мантуа от 1511 г.
- Мадалена (* 1472, † 1490), господарка на Пезаро и на Градара като съпруга на Джовани Сфорца
- Елизабета (* 1471, † 1526), херцогиня на Урбино като съпруга на Гуидобалдо да Монтефелтро
- Джовани (* 1474, † 1525), маркграф на Весковато и родоначалник на кадетския клон Гонзага ди Весковато, съпруг на Лаура Бентивольо

## Биография

### Начални години
Той е голям ловец и получава блестящо образование в Княжеското училище, основано от Виторино да Фелтре. След смъртта на баща си през 1484 г. става маркграф на Мантуа и е такъв до смъртта си, а династията се готви да преживее един от най-ярките периоди от дългата си история.

### Брак
Жени на 12 февруари 1490 г. в Мантуа за 16-годишната Изабела д’Есте, дъщеря на Ерколе I д’Есте, херцог на Ферара, подновявайки традиционния съюз между семействата Гонзага и Есте.

### Кондотиер
По семейна традиция Франческо II се отличава с интензивната си военна дейност в служба на властта, която постепенно му предлага най-големите предимства както в икономическо отношение, така и по отношение на сигурността на неговото маркграфство. Традиционните сблъсъци между Милано и Венеция през този период са заменени от много по-големи конфликти, които вкарват в играта великите сили като Франция, Испания и Папската държава. В този контекст важни италиански държави като тези на Милано и Неаполитанското кралство са смазани, а самата Венецианска република претърпява внезапно свиване. Благодарение на многобройните си политически и дипломатически действия Франческо II успява да запази силната си власт над своята малка, но стратегически важна държава.
Той е прочут кондотиер. През 1484 г. започва военна служба в Миланското херцогство, от 1489 до 1498 г. e военен командир на служба на Венецианската република и оставя през това време управлението на Мантуа на съпругата си Изабела. В битката при Форново на 6 юли 1495 г. той не успява да победи французите на крал Шарл VIII. През 1499 г. той предлага услугите си на френския крал Луи XII и от 1503 г. е генерал-щатхаутер в Неаполитанското кралство. През 1509 г. се бие против Венеция, пленяват го и го освобождават едва след една година чрез размяна със сина му Федерико II Гонзага. След това той служи на папата и през 1510 г. при папа Юлий II става главен командант на папските войски (гонфалониер).

### Идване на Шарл VIII в Италия
Франческо II има сравнително успешна кариера като военен командир, служейки като капитан на Република Венеция, от 1489 до 1498 г. Той участва като командир на войските, свързани с битката при Форново на 6 юли 1495 г. След битката храбростта му е често възхвалявана, който, въпреки че е на 28 г. и в първата си битка, пръв атакува и убива от собствената си ръка множество французи. Той е на ръба да залови краля на Франция няколко пъти, но тъй като има много французи, които го защитават, е възпрепятстван. Все пак той успява да залови прочутия Извънбрачен Бурбонски. Въпреки това Франческо е обвинен, че не е успял да се възползва от военното превъзходство на съюзниците, благоприятствайки оттеглянето и отстъплението на войските на френския крал Шарл VIII. Много съюзнически войници губят живота си в битката, както и чичо му Родолфо Гонзага. За случая Франческо II нарежда на Сперандио Савели да изсече възпоменателен медал с надпис Ob Restitutam Italiae Libertatem („За възстановяването на свободата на Италия“), а преди да се завърне в родината си, той нарежда да бъдат изсечени голямо количество медни и сребърни монети в арагонския монетен двор в Неапол, както с титлата на генерален капитан на венецианците, така и с титлата на 4-ти маркиз на Мантуа.
В знак на благодарност за победата в битката, по молба на своя съветник монах Джироламо Редини той нарежда да се построи църквата „Санта Мария дела Витория“ в града. В нея е поставена олтарната картина „Мадона дела Витория“ от Андреа Мантеня, по-късно открадната от французите през 1797 г.
Художникът Доменико Мороне рисува известната картина „Изгонването на Бонаколси“ за Франческо II Гонзага през 1494 г., изложена в Херцогския дворец в Мантуа.
Според венецианеца Марин Санудо херцог Ерколе I д'Есте е инициаторът на опита за убийство на неговия зет Франческо II пет дни преди битката при Форново: хронистът само загатва за това, като казва, че маркиз Франческо, приканен от ферарезци да присъства на дуел, намира четирима арбалетчици със заредени арбалети, единият от които отказва да стреля и е обезглавен за това; след това той нарежда, че никой ферарезец не може да живее повече в района на Мантуа и че те трябва да напусне града в рамките на три часа. Доменико Малипиеро от друга страна го казва ясно, като твърди, че няколко месеца по-късно, намирайки се тежко болен във Фонди, маркиз Франческо е препоръчал семейството и държавата си на Венеция, заявявайки, че не може да се довери на никогого другиго, тъй като тъстът му Херцогът на Ферара се е опитал да го убие. Мотивът за предполагаемите опити за убийство е ясно изразената профренска и антивенецианска политика на херцог Ерколе, за разлика от неговия зет, който се бие на заплатата на Венеция.
През 1503 г. Франческо се поставя в служба на съперниците на Венецианската република, Камбрийската лига на папа Юлий II, ставайки генерал-лейтенант на папската армия.
На 3 юни 1507 г. Бенедето и Алесандро Гонзага, потомци на Корадо Гонзага, се опитват да го свалят от трона, но са осъдени на смърт за нападение срещу държавната сигурност.
Между 1506 и 1512 г. Франческо II се погрижва за изграждането на изключителната си резиденция в Палат „Сан Себастияно“ близо до южните стени на Мантуа.
На 10 май 1509 г. участва в тежка битка близо до Казалолдо (Битка при Казалолдо) срещу Венецианската република за контрол над граничното селище, но излиза победен.

### В плен на венецианците
На 8 август 1509 г., докато се опитва да завладее Леняго в района на Верона заедно с Лудовико I Пико, е заловен в Изола дела Скала от четирима веронски селяни, докато, скрит в една селска къща, се опитва да избяга през прозореца бос и по риза, и след това е затворен във Венеция. Епизодът белязва завинаги военната му кариера. Венецианците го държат като заложник в продължение на няколко месеца, през които той претърпява няколко унижения, които завинаги го настройват срещу Венеция, въпреки че по-късно поисква командването на нейната армия. По време на затвора съпругата му Изабела д’Есте управлява Мантуа като регентка. През цялото време Франческо се оплаква от поведението на жена си, обвинявайки я, че не го обича и че всъщност е причината за разрухата му, наричайки я „тази курва моята жена“, тъй като преценява, че Изабела не дава всичко от себе си за неговото освобождение.
Той е освободен след почти година затвор благодарение и на дипломатическата намеса на съпругата му, на неговия посланик Лудовико Броньоло и на папа Юлий II, но трябва да предаде малкия си син Федерико като залог за лоялност, който по този начин остава в папския двор.

### Последни години
Франческо II се завръща, за да сключи съюзи със силите, които гарантират оцеляването на неговото херцогство. Той е номиниран за гонфалониер на Църквата и в същото време за генерален капитан на венецианските войски срещу крал Луи XII. През 1518 г. е назначен за кавалер на Ордена на Свети Михаил от краля на Франция. Говори се, че той е имал връзка с Лукреция Борджия, жена на Алфонсо I д’Есте, брат на неговата съпруга Изабела. Това е потвърдено от интензивната кореспонденция между двамата благодарение на поета от двора Есте Ерколе Строци, който в крайна сметка е убит мистериозно.
През последните години от живота на Франческо военната му дейност намалява, също и в резултат на честите кризи, причинени от сифилис. От друга страна той продължава интензивната си дипломатическа дейност, насочена към спасяването на държавата си, постоянно притисната между великите сили, които воюват на италианска земя в началото на XVI век.
Умира от сифилис на 52-годишна възраст в своя Палат „Св. Себастиян“ в Мантуа и е погребан в църквата „Санта Паола“. Наследен е от сина си Федерико под регентството на съпругата си Изабела.

## Сантиментални връзки
Франческо II е известен със страстта си към жените, до такава степен, че по случай обсадата на Новара през 1495 г. неговата етърва Беатриче д’Есте, искайки да му се хареса, предлага лично да му осигури жена, с която да отпразнува победата, под претекст да защити както него, така и съпругата му – сестра ѝ Изабела от сифилис.
Дълги години той има за официална любовница Теодора Суарди от Бергамо, която води със себе си навсякъде и която се появява до него на празненства вместо жена му. Франческо II също активно практикува содомия, според древногръцкия обичай, която е широко разпространена почти навсякъде по това време.
Известно е, че се обгражда със сводници, които имат за задача да му набавят момичета и млади момчета. Един от тях е кондотиерът и посланик на Гонзага Лудовико Кампосампиеро, който поради това си спечелва омразата на Изабела д'Есте. Младият Енеа Фурлано да Кавриана, който по-късно става негов зет, се помни като негов фаворит. По-късни негови фаворити са Лудовико да Фермо, някой си Алесио, някой си Фоледжино, неговият пратеник, човек, наречен „Миланецът“ или „Болонецезът“ (по-късно убит от Енеа да Кавриана) и Джулио Пешесалато от Мантуа, почти всичките по едно и също време. Всъщност венециански хронист казва, че Франческо „бе порочен във всяко отношение и бе содомит и извърши всякакво зло“ и че докато бе затворник във Венеция, „го посети слуга в отвратителния порок на содомията, който му бе много скъп“.

## Брак и потомство
∞ 12 февруари 1490 в Мантуа за Изабела д’Есте (* 17 май 1474, Ферара; † 13 февруари 1539, Мантуа), дъщеря на Ерколе I д’Есте, втори херцог на Ферара, и на съпругата му Елеонора Арагонска (дъщеря на краля на Неапол Фердинанд I Неапол), от която има трима сина и четири дъщери:
- Елеонора Гонзага (* 31 декември 1493, Мантуа; † 13 февруари 1550, Урбино), ∞ за Франческо Мария I дела Ровере (* 1490, † 1538), херцог на Урбино, от когото има пет сина и осем дъщери
- Маргарита Гонзага (* 13 юли 1496; † 22 септември 1496, Мантуа)
- Федерико II Гонзага (* 17 май 1500, Мантуа; † 28 юни 1540, Мармироло), от 1519 г. 5-и маркграф на Мантуа, от 1530 г. херцог на Мантуа, от 1533 г. чрез брак маркграф на Монферат, ∞ 16 ноември 1531 за Маргарита Палеологина (* 1510, † 1566), дъщеря на маркграф Вилхелм XI от Монферат, от която има седем сина и три дъщери
- Иполита Гонзага (* 13 ноември 1503, Мантуа; † 16 март 1570, Мантуа), монахиня
- Ерколе Гонзага (* 23 ноември 1505, Мантуа; † 2 март 1563, Тренто), кардинал 1527, регент на Мантуанското херцогство (1540 – 1559)
- Феранте I Гонзага (* 1507, † 1557), граф на Гуастала 1539, вицекрал на Сицилия 1536 – 1546, вицекрал на Милано от 1546, чрез брак княз на Молфета; ∞ 1529 за Изабела ди Капуа (* 1510, † 17 септември 1559, Неапол), дъщеря на Феранте ди Капуа, княз на Молфета, от която има седем сина и четири дъщери
- Ливия Гонзага (* август 1508, Мантуа; † 11 април 1569, Мантуа), монахиня с името Паола

- Изабела д'Есте, 
съпруга
- Елеонора
- Федерико II
- Ерколе
- Феранте I
- Ливия

Има и три извънбрачни дъщери:
- Маргарита Гонзага (* 1487, Мантуа; † 26 август 1537, Мантуа), монахиня кларисинка в Мантуа от ок. 1514 г.
- Теодора Гонзага († 1519), ∞ за Енеа Фурлано да Кавриана (* ок. 1475, Фриули; † 9 октомври 1521, Финале Емилия), кондотиер
- Антония Гонзага

### Други
- Biografia Архив на оригинала от 2014-04-07 в Wayback Machine.
- Francesco Gonzaga capitano di ventura Архив на оригинала от 2007-08-14 в Wayback Machine.
- Francesco Gonzaga, в Dizionario di storia, Istituto dell'Enciclopedia Italiana, 2010
- Francésco II (marchese di Mantova), на sapere.it, De Agostini
- FRANCESCO GONZAGA, на condottieridiventura.it
- Gonzaga, Francesco II - Dizionario Biografico degli Italiani, на treccani.it